# 热萨乡
热萨乡（藏語：རེ་ས་），是中华人民共和国西藏自治区日喀则市拉孜县下辖的一个乡镇级行政单位。

## 行政区划
热萨乡下辖以下地区：
强公村、萨麦村、杰村、久瓦村、拉荣村、宗贝村、恰西村、查沃村、热玛村和堆康村。